# Кастелло-делл-Аккуа
Кастелло-делл-Аккуа (італ. Castello dell'Acqua) — муніципалітет в Італії, у регіоні Ломбардія, провінція Сондріо.
Кастелло-делл-Аккуа розташоване на відстані близько 520 км на північний захід від Рима, 100 км на північний схід від Мілана, 12 км на схід від Сондріо.
Населення — 626 осіб (2014).
Щорічний фестиваль відбувається 29 вересня. Покровитель — святий Михайло.

## Демографія
Населення за роками:

Станом на 1 січня 2023 року в муніципалітеті офіційно проживав 21 іноземець з 10 країн, серед них 9 громадян країн Євросоюзу та 2 громадяни України.

## Сусідні муніципалітети
- Кьюро
- Понте-ін-Вальтелліна
- Тельйо